# Вільний вітер (фільм, 1961)
Про однойменний радянський двосерійний музичний телефільм див. Вільний вітер (фільм, 1983)
«Вільний вітер» (рос. «Вольный ветер») — російський радянський художній фільм Леоніда Трауберга за однойменною оперетою  Ісаака Дунаєвського.

## Сюжет
Портове містечко однієї з маленьких південних країн. Після відходу фашистських окупантів обезлюдніли причали порту, не димлять пароплави, стоять вантажні крани. Боячись відплати за співпрацю з ворогами, господар порту Георг Стан втік з міста. Перечекавши деякий час і заручившись підтримкою місцевої влади, Стан проте повертається - і в порту починаються вантажні роботи. Поки йде вивантаження апельсинів, моряк Янго і красуня Стела готуються до весілля. Несподівано Стан робить дівчині пропозицію і обманним шляхом вимушує її дати згоду. Дізнавшись про обман, дівчина тікає до Янго. Виявивши в ящиках трюму зброю, яка призначена для підтримки фашизму, герої роблять все можливе, щоб ящики лягли на дно моря.

## У ролях
- Олександр Лазарєв - Янго
- Ліонелла Скирда - Стелла
- Надія Румянцева - Пепіта
- Микола Гриценко - Георг Стан
- Віра Ентоні - Клементина
- Юрій Медведєв - Пилип
- Лариса Пашкова - Регіна
- Марк Перцовський - Фома
- Єлизавета Ауербах
- Олександр Граве - матрос
- Сергій Мартінсон - шинкар
- Петро Рєпнін - комісар поліції
- Михайло Яншин - мер
- Вікторія Чаїва - Мона
- Ернст Зорін - Микула
- Володимир Вовчику - поет

## Технічні дані
- Кольоровий
- Звуковий
- Широкоекранний
- 2272 Метра